# Federal Deposit Insurance Corporation
Federal Deposit Insurance Corporation (FDIC) är ett amerikanskt statligt bolag som agerar som en oberoende federal myndighet och som har ansvar att utfärda insättningsgarantier upp till $250 000 per insättningsvariant i banker och finansinstituter, dock ej medlemsbanker eftersom de är garanterade av National Credit Union Administration (NCUA). De har utfärdade garantier på över $9 biljoner till insättare.
FDIC bildades 16 juni 1933 efter att den amerikanska presidenten Franklin D. Roosevelt godkände lagen Banking Act of 1933 som kom till bland annat för att garantera medborgares insättningar efter att tusentals banker och finansinstitut gick omkull i och med den stora depressionen.